# Кузнецов, Владимир Александрович (археолог)
Влади́мир Алекса́ндрович Кузнецо́в (25 июля 1927, Пятигорск, Северо-Кавказский край — 5 мая 2024) — советский и российский историк и археолог, специалист по средневековой истории Северного Кавказа, в частности истории алан. Доктор исторических наук.

## Биография
В 1949 году поступил на исторический факультет Пятигорского государственного педагогического института. После первого курса принял участие в археологической экспедиции на Нижне-Архызское городище под руководством П. Г. Акритаса  и навсегда связал свою жизнь с археологией.
С 1958 года под руководством Е. И. Крупнова проходил обучение в аспирантуре Института археологии АН СССР по специальности «История и археология Северного Кавказа средних веков».
В 1961 году в Институте этнографии имени Н. Н. Миклухо-Маклая АН СССР защитил диссертацию на соискание учёной степени кандидата исторических наук по теме «Локальные варианты аланской культуры Северного Кавказа».
В 1965 году переехал в Северную Осетию и работал научным сотрудником в Северо-Осетинском институте истории, филологии и экономики.
В 1970 году в Институте археологии АН СССР защитил диссертацию на соискание учёной степени доктора исторических наук по теме «Алания в X—XIII веках: (Историко-археологические очерки)».
Скончался 5 мая 2024 года на 97-м году жизни.

## Семья
Во время экспедиции по Нижнему Архызу, встретил свою будущую жену — Любченко Марию Васильевну. В этом браке родилось двое детей: Борис (род. 1957) и Алла (род. 1967). Внуки: Максим, Андрей, Дарья, Анна.

## Археология
В течение многих лет В. А. Кузнецов вёл археологические раскопки по всему Северному Кавказу, в том числе на городищах: Нижне-Архызском, Верхне-Джулатском и других.

## Публикации
В. А. Кузнецов является автором более 15 монографий и более 100 научных статей в специализированных сборниках и журналах.

### Монографии
1. Путешествие в древний Иристон. — М.: «Искусство», 1974. — 142 с. — («Дороги к прекрасному»). — 75 000 экз.
2. В верховьях Большого Зеленчука. — М.: «Искусство», 1977. — 168 с. — («Дороги к прекрасному»). — 75 000 экз.
3. Верхняя Сванети. — М.: «Искусство», 1977. — 144 с. — 75 000 экз.
4. Зодчество феодальной Алании. — Владикавказ: «Ир», 1977. — 212 с. — 2000 экз.
5. Нартский эпос и некоторые вопросы истории осетинского народа. — Владикавказ: «Ир», 1980. — 139 с.
6. Очерки истории алан. — Владикавказ: «Ир», 1984. — 307 с.
7. Реком, Нузал и Царазонта. — Владикавказ: «Ир», 1990. — 200 с. — ISBN 5-7534-0311-5.
8. Очерки истории алан. — Владикавказ: «Ир», 1992. — 392 с. — 40 000 экз. — ISBN 5-7534-0316-6.
9. Нижний Архыз в X-XII веках: К истории средневековых городов Северного Кавказа. — Ставрополь: «Кавказская библиотека», 1993. — 464 с. — 1000 экз. — ISBN 5-88530-044-5.
10. Алано-осетинские этюды. — Владикавказ: Издательство Северо-Осетинского института гуманитарных исследований, 1993. — 181 с.
11. V. A. Kuznecov; I. Lebedynsky. Les chrétiens disparus du Caucase : histoire et archéologie du christianisme au Caucase du Nord et en Crimée. — Paris: Éd. Errance, 1999.
12. Христианство на Северном Кавказе до XV века. — Владикавказ: «Ир», 2002. — ISBN 5-7534-0915-6.
13. Эльхотовские ворота в X–XV веках. — Минеральные Воды: «Кавказская здравница», 2003. — 194 с.
14. V. A. Kuznecov; I. Lebedynsky. Les Alains : cavaliers des steppes, seigneurs du Caucase, Ier-XVe siècles apr. J.-C. — Paris: Éd. Errance, 2005.
15. Древности Архыза и Кяфара. — «Снег», 2012. — 112 с. — 1000 экз. — ISBN 978-5-903129-46-1.
16. Боглачев С. В., Кузнецов В. А., Маркелов Н. В. Пятигорск в исторических очерках. История города Пятигорска с древнейших времен до 1917 года. — «Снег», 2014. — 320 с. — 10 500 экз. — ISBN 978-5-903129-61-4.
17. Аланы и Кавказ: Осетинская эпопея обретения родины. — «Проект-Пресс», 2014. — 191 с. — ISBN 978-5-88734-031-9.

## Награды
- Орден Отечественной войны II степени
- Медаль «За победу над Японией»
- Медаль «За трудовую доблесть»
- Орден Дружбы (Южная Осетия) (2012 год)[7]
- «Заслуженный деятель науки Северо-Осетинской АССР» (1975)
- «Заслуженный деятель науки РСФСР» (1989)
- Почётный гражданин города Минеральные Воды
- Медаль «Владикавказ — город герой воинской славы» (2021)
- Почётный гражданин Республики Северная Осетия-Алания (2022)